# Brachyrhopala antennata
Brachyrhopala antennata is een vliegensoort uit de familie van de roofvliegen (Asilidae). De wetenschappelijke naam van de soort is voor het eerst geldig gepubliceerd in 2000 door Clements.